# Адама Сумаоро
Адама Сумаоро (фр. Adama Soumaoro, нар. 18 червня 1992, Фонтене-о-Роз) — французький футболіст  малійського походження, захисник італійської «Болоньї».

## Клубна кар'єра

### «Лілль»
Адама є вихованцем клубу «Лілль». У дорослому футболі дебютував 2013 року.

#### Сезон 2015–2016
14 серпня 2015 року зіграв перший матч у новому сезоні. Він вийшов на поле замість Себастьяна Коршья, який травмувався на 28 хвилині, у грі другого туру  чемпіонату Франції проти  Монако. Наступні дві гри пропустив, а в матчах 5 та 6 турів відіграв всі 90 хвилин . За відсутності Марко Баши, що постійно перебував у лазареті, Адама застовбив за собою місце в основному складі.
Перший гол за «Лілль» забив 26 січня, у матчі Кубка Ліги у ворота «Бордо», на 45 хвилині протистояння Сумаоро зробив рахунок 3:1 на користь «мастифів». Матч закінчився перемогою «нордистів» і вони вперше за свою довгу історію пробились до фіналу Кубка Ліги. А вже через тиждень — 3 лютого, у 24-му турі Ліги 1, єдиний гол Сумаоро в ворото «Кана» приніс перемогу «догам».

### «Дженоа»
Втративши місце в основному складі «Лілля», 31 січня 2020 перейшов на правах оренди до кінця сезону до італійського клубу «Дженоа». За генуезьку команду протягом першої половини 2020 року взяв участь у 8 матчах Серії A, після чого влітку повернувся до «Лілля».
Провівши у другій половині 2020 року лише три гри за «Лілль» у французькій першості, у січні 2021 року знову був орендований італійським клубом, цього разу «Болоньєю». У цій команді зумів проявити свої найкращі якості, і за півроку клуб скористався правом викупу захисника.

## Статистика виступів
Дані станом на 28 серпня 2021 року
| Сезон               | Команда             | Чемпіонат           | Чемпіонат | Чемпіонат | Національний кубок | Національний кубок | Національний кубок | Континентальні кубки | Континентальні кубки | Континентальні кубки | Інші змагання | Інші змагання | Інші змагання | Усього | Усього |
| Сезон               | Команда             | Ліга                | Ігор      | Голів     | Ліга               | Ігор               | Голів              | Ліга                 | Ігор                 | Голів                | Ліга          | Ігор          | Голів         | Ігор   | Голів  |
| ------------------- | ------------------- | ------------------- | --------- | --------- | ------------------ | ------------------ | ------------------ | -------------------- | -------------------- | -------------------- | ------------- | ------------- | ------------- | ------ | ------ |
| 2013–14             | «Лілль»             | Л1                  | 4         | 0         | КФ+КЛ              | 3                  | 0                  | -                    | -                    | -                    | -             | -             | -             | 7      | 0      |
| 2014–15             | «Лілль»             | Л1                  | 1         | 0         | КФ+КЛ              | 0                  | 0                  | ЛЄ                   | 0                    | 0                    | -             | -             | -             | 1      | 0      |
| 2015–16             | «Лілль»             | Л1                  | 28        | 1         | КФ+КЛ              | 3                  | 1                  | -                    | -                    | -                    | -             | -             | -             | 31     | 2      |
| 2016–17             | «Лілль»             | Л1                  | 27        | 0         | КФ+КЛ              | 5                  | 1                  | ЛЄ                   | 1                    | 0                    | -             | -             | -             | 33     | 1      |
| 2017–18             | «Лілль»             | Л1                  | 14        | 0         | КФ+КЛ              | 1                  | 0                  | -                    | -                    | -                    | -             | -             | -             | 15     | 0      |
| 2018–19             | «Лілль»             | Л1                  | 20        | 0         | КФ+КЛ              | 2                  | 0                  | -                    | -                    | -                    | -             | -             | -             | 22     | 0      |
| 2019-січ. 2020      | «Лілль»             | Л1                  | 6         | 1         | КФ+КЛ              | 3                  | 0                  | ЛЧ                   | 1                    | 0                    | -             | -             | -             | 10     | 1      |
| січ.-черв. 2020     | «Дженоа»            | A                   | 8         | 1         | КІ                 | 0                  | 0                  | -                    | -                    | -                    | -             | -             | -             | 8      | 1      |
| 2020–21             | «Лілль»             | Л1                  | 3         | 0         | КФ                 | 0                  | 0                  | ЛЄ                   | 2                    | 0                    | -             | -             | -             | 5      | 0      |
| Усього за «Лілль»   | Усього за «Лілль»   | Усього за «Лілль»   | 103       | 2         |                    | 17                 | 2                  |                      | 4                    | 0                    |               | -             | -             | 124    | 4      |
| січ.-черв. 2021     | «Болонья»           | A                   | 20        | 1         | КІ                 | -                  | -                  | -                    | -                    | -                    | -             | -             | -             | 20     | 1      |
| 2021–22             | «Болонья»           | A                   | 1         | 0         | КІ                 | 1                  | 0                  | -                    | -                    | -                    | -             | -             | -             | 2      | 0      |
| Усього за «Болонью» | Усього за «Болонью» | Усього за «Болонью» | 21        | 1         |                    | 1                  | 0                  |                      | 0                    | 0                    |               | -             | -             | 22     | 1      |
| Усього за кар'єру   | Усього за кар'єру   | Усього за кар'єру   | 131       | 4         |                    | 18                 | 2                  |                      | 4                    | 0                    |               | -             | -             | 154    | 6      |

## Досягнення
- Бронзовий призер чемпіонату Франції: 2014
- Срібний призер чемпіонату Франції: 2019